# Copa de Francia de Ciclismo 2020
La 29.ª edición de la Copa de Francia de Ciclismo de 2020 fue una serie de carreras de ciclismo en ruta que se realizó en Francia. Comenzó el 2 de febrero con el Gran Premio Ciclista la Marsellesa y finalizó el 11 de octubre con la París-Tours.
Formaron parte de la competición las quince pruebas de un día más importantes del calendario francés del UCI Europe Tour 2020 y las UCI ProSeries, dentro de la categoría 1.1 y 1.Pro. Así mismo, formaron parte de la clasificación todos los ciclistas que tenían contrato con equipos ciclistas franceses estableciendo un sistema de puntuación en función de la posición conseguida en cada clásica y a partir de ahí se creaba la clasificación.
Tras la cancelación de varias pruebas como consecuencia de la pandemia de enfermedad por coronavirus, se reestructuró el calendario y se añadieron etapas de algunas carreras de más de un día.

## Sistema de puntos

### Clasificación individual
| Posición | 1  | 2  | 3  | 4  | 5  | 6  | 7  | 8  | 9  | 10 | 11 | 12 | 13 | 14 | 15 |
| Puntos   | 50 | 35 | 25 | 20 | 18 | 16 | 14 | 12 | 10 | 8  | 6  | 5  | 3  | 3  | 3  |

### Clasificación por equipos
| Posición | 1  | 2 | 3 | 4 | 5 | 6 | 7 | 8 | 9 |
| Puntos   | 12 | 9 | 8 | 7 | 6 | 5 | 4 | 3 | 2 |

## Carreras puntuables
| Clasificación | Clasificación    | Clasificación                                            | Clasificación    | Clasificación                    | Clasificación                        | Clasificación                         |
| Pos.          | Fecha            | Carrera                                                  | Ganador          | Equipo                           | Líder de la clasificación individual | Líder de la clasificación por equipos |
| ------------- | ---------------- | -------------------------------------------------------- | ---------------- | -------------------------------- | ------------------------------------ | ------------------------------------- |
| 1.º           | 2 de febrero     | Gran Premio Ciclista la Marsellesa                       | Benoît Cosnefroy | AG2R La Mondiale                 | Benoît Cosnefroy                     | AG2R La Mondiale                      |
| 2.º           | 1 de agosto      | 1.ª etapa de la Ruta de Occitania                        | Bryan Coquard    | B&B Hotels-Vital Concept p/b KTM | Bryan Coquard                        | AG2R La Mondiale                      |
| 3.º           | 29 de agosto     | 3.ª B etapa del Tour Poitou-Charentes en Nueva Aquitania | Josef Černý      | CCC                              | Josef Černý                          | AG2R La Mondiale                      |
| 4.º           | 6 de septiembre  | Tour de Doubs                                            | Loïc Vliegen     | Circus-Wanty Gobert              | Josef Černý                          | AG2R La Mondiale                      |
| 5.º           | 20 de septiembre | Gran Premio de Isbergues                                 | Nacer Bouhanni   | Arkéa Samsic                     | Josef Černý                          | AG2R La Mondiale                      |
| 6.º           | 22 de septiembre | París-Camembert                                          | Dorian Godon     | AG2R La Mondiale                 | Nacer Bouhanni                       | AG2R La Mondiale                      |
| 7.º           | 27 de septiembre | París-Chauny                                             | Nacer Bouhanni   | Arkéa Samsic                     | Nacer Bouhanni                       | AG2R La Mondiale                      |
| 8.º           | 11 de octubre    | París-Tours                                              | Casper Pedersen  | Sunweb                           | Nacer Bouhanni                       | AG2R La Mondiale                      |

## Clasificaciones finales
Clasificaciones tras la última prueba disputada.

### Individual
| Posición | Ciclista           | Equipo                           | Puntos |
| -------- | ------------------ | -------------------------------- | ------ |
| 1.º      | Nacer Bouhanni     | Arkéa Samsic                     | 125    |
| 2.º      | Benoît Cosnefroy   | AG2R La Mondiale                 | 85     |
| 3.º      | Josef Černý        | CCC                              | 64     |
| 4.º      | Alexander Krieger  | Alpecin-Fenix                    | 58     |
| 5.º      | Valentin Madouas   | Groupama-FDJ                     | 55     |
| 6.º      | Casper Pedersen    | Sunweb                           | 50     |
| 7.º      | Bryan Coquard      | B&B Hotels-Vital Concept p/b KTM | 50     |
| 8.º      | Dorian Godon       | AG2R La Mondiale                 | 50     |
| 9.º      | Loïc Vliegen       | Circus-Wanty Gobert              | 50     |
| 10.º     | Maurits Lammertink | Circus-Wanty Gobert              | 45     |

### Jóvenes
| Posición | Ciclista               | Equipo                           | Puntos |
| -------- | ---------------------- | -------------------------------- | ------ |
| 1.º      | Benoît Cosnefroy       | AG2R La Mondiale                 | 85     |
| 2.º      | Valentin Madouas       | Groupama-FDJ                     | 55     |
| 3.º      | Casper Pedersen        | Sunweb                           | 50     |
| 4.º      | Dorian Godon           | AG2R La Mondiale                 | 50     |
| 5.º      | Luca Mozzato           | B&B Hotels-Vital Concept p/b KTM | 36     |
| 6.º      | Biniam Girmay          | NIPPO DELKO One Provence         | 35     |
| 7.º      | Joris Nieuwenhuis      | Sunweb                           | 25     |
| 8.º      | Aurélien Paret-Peintre | AG2R La Mondiale                 | 25     |
| 9.º      | Edward Planckaert      | Sport Vlaanderen-Baloise         | 21     |
| 10.º     | Jérémy Lecroq          | B&B Hotels-Vital Concept p/b KTM | 20     |

### Equipos
| Posición | Equipo                              | Puntos |
| -------- | ----------------------------------- | ------ |
| 1.º      | AG2R La Mondiale                    | 72     |
| 2.º      | Arkéa Samsic                        | 59     |
| 3.º      | NIPPO DELKO One Provence            | 53     |
| 4.º      | Groupama-FDJ                        | 51     |
| 5.º      | Natura4Ever-Roubaix Lille Métropole | 50     |
| 6.º      | B&B Hotels-Vital Concept p/b KTM    | 45     |
| 7.º      | Cofidis, Solutions Crédits          | 43     |
| 8.º      | Total Direct Énergie                | 40     |
| 9.º      | Saint Michel-Auber93                | 35     |